# عبد الرحمن (متحول إلى المسيحية)
عبد الرحمن (بالإيطالية: Abdul Rahman)‏ (ولد 1965) مواطن أفغاني ألقي القبض عليه في فبراير 2006 وكان يواجه عقوبة الإعدام لأنه اعتنق المسيحية في 26 مارس 2006 وتحت ضغط مكثف من الحكومات الأجنبية استأنفت المحكمة قضية عبد الرحمن لوجود «ثغرات في التحقيق».. تم إطلاق سراحه من السجن ليذهب إلى أسرته ليلة 27 مارس، وفي 29 مارس وصل عبد الرحمن إيطاليا بعد أن عرضت عليه الحكومة الإيطالية اللجوء.